# アンドレイ・クルコフ
アンドレイ・クルコフ（Андрій Юрійович Курков, [uk], Andrii Yuryevich Kurkov, 1961年4月23日 - ）は、ウクライナの小説家、脚本家、公的知識人。ロシア語とウクライナ語で執筆し、代表作『ペンギンの憂鬱』（原題：Death and the Penguin）は37言語に翻訳され、65か国で出版されている。黒いユーモア、ポストソビエトの現実、シュルレアリスムを特徴とする作品で知られ、ポストソビエト時代を代表するウクライナの作家の一人である。2018年にウクライナPENの会長に選出され、ウクライナの文学と言論の自由の促進に貢献している。

## 経歴

### 幼少期と教育
クルコフは1961年4月23日、ソビエト連邦のレニングラード（現：サンクトペテルブルク）に生まれ、父親はテストパイロット、母親は医者だった。2歳のとき、父親の仕事の関係で家族とともにウクライナのキーウに移住した。7歳のとき、飼っていた3匹のハムスターのうち2匹が死に、残されたハムスターの孤独をテーマにした詩を書き、執筆を始めた。また、ソビエト連邦の教育の影響で、レーニンについての詩も制作した。
1983年、キーウ外国語大学で日本語翻訳を専攻して卒業後、KGBの支援業務を命じられたが、書類を変更して軍警察での服務に切り替えた。オデッサの刑務所で看守として勤務し、この期間に児童向け物語を執筆した。

### 作家としてのキャリア
クルコフの初の小説は、ソビエト連邦の崩壊の2週間前に出版された。社会・政治的混乱の中、友人から借金して自主出版を行い、ウクライナ全土で自ら配本や街頭販売を行った。最初の出版契約を得るまで約500回の拒否を経験し、その時点で8作の小説をほぼ完成させていた。
1996年の小説『ペンギンの憂鬱』（原題：Смерть постороннего）は国際的な成功を収め、37言語に翻訳された。2009年の『The Bickford Fuse』（邦訳なし）は、サミュエル・ベケットやジョセフ・ヘラーの影響を受けたシュルレアリスムと風刺的作品として高く評価され、フィナンシャル・タイムズは「『ピルグリムの進歩』、『キャッチ22』、『闇の奥』、コーマック・マッカーシーの『ザ・ロード』の交差点」と評した。クルコフ自身、この作品を「最も大切で重要な作品」と呼んでいる。
2018年、クルコフはウクライナPENの会長に選出され、ウクライナの文学振興と言論の自由の保護に尽力している。ウクライナPENは、オレグ・センツォフなどの政治犯支援や、ウクライナ文学の国際的発信を推進しており、クルコフはこれらの活動を主導している。
2022年のロシアのウクライナ侵攻後、クルコフはキーウで国内避難民となり、戦争に関する執筆やBBCなどの国際メディアでの放送活動を続けた。彼はロシア語を母語とするが、2022年のインタビューで、ロシア・ウクライナ戦争がウクライナの文化とアイデンティティを抑圧するどころか、ロシア語を話すウクライナ人作家がウクライナ語で執筆する動機を高めると予測した。
2024年、クルコフは新シリーズ「キーウ・ミステリー」の第1作『The Silver Bone』を発表し、ガーディアンは「革命期キーウでのユーモラスな探偵物語」と評した。第2作『The Stolen Heart』は2025年に出版予定で、第3作『The Public Sauna Case』の執筆を進めている。

## 作品

### 小説（英語訳）
以下の作品は英語に翻訳され、出版年と翻訳者を記載。
| 作品名                          | ISBN               | 出版年       | 翻訳者                  |
| ------------------------------- | ------------------ | ------------ | ----------------------- |
| Death and the Penguin           | ISBN 9781860469459 | 2001         | George Bird             |
| Penguin Lost                    | ISBN 9780099461692 | 2005         | George Bird             |
| A Matter of Death and Life      | ISBN 9780099461586 | 2005         | George Bird             |
| The Case of the General's Thumb | ISBN 9780099455257 | 2009         | George Bird             |
| The President's Last Love       | ISBN 9780099485049 | 2009         | Random House Publishing |
| The Good Angel of Death         | ISBN 9780099513490 | 2010         | Andrew Bromfield        |
| The Milkman in the Night        | ISBN 9781846553981 | 2011         | Amanda Love Darragh     |
| The Gardener from Ochakov       | ISBN 9781846556159 | 2013         | Amanda Love Darragh     |
| The Bickford Fuse               | ISBN 9780857055583 | 2016         | Boris Dralyuk           |
| Grey Bees                       | ISBN 9780857059345 | 2020         | Boris Dralyuk           |
| Jimi Hendrix Live in Lviv       | ISBN 9781529427820 | 2023         | Reuben Woolley          |
| The Silver Bone                 | ISBN 9781529426496 | 2024         | Boris Dralyuk           |
| The Stolen Heart                |                    | 2025（予定） | Boris Dralyuk           |

### ノンフィクション（英語訳）
| 作品名                                | ISBN               | 出版年 |
| ------------------------------------- | ------------------ | ------ |
| Ukraine Diaries: Dispatches from Kiev | ISBN 9781846559471 | 2014   |
| Diary of an Invasion                  | ISBN 9781914495847 | 2022   |
| Our Daily War                         |                    | 2024   |

### 邦訳作品
- 『ペンギンの憂鬱』沼野恭子訳、新潮社〈新潮クレスト・ブックス〉2004年、原題：Смерть постороннего, 1996
- 『大統領の最後の恋』前田和泉訳、新潮社〈新潮クレスト・ブックス〉2006年、原題：Последняя любовь президента, 2004
- 『ウクライナ日記―国民的作家が綴った祖国激動の155日』吉岡ゆき訳、ホーム社、2015年、原題：Дневники Майдана, 2015

### その他の作品
- 『Не приведи меня в Кенгаракс』（1991）
- 『11 необыкновенностей』（1991）
- 『Бикфордов мир』（1993）
- 『Пикник на льду』（1997）
- 『Добрый ангел смерти』（1997）
- 『Милый друг, товарищ покойника』（2001）
- 『Приключения чепухоносиков』（2007）
- 『Ночной молочник』（2007）
- 児童書9冊、ドキュメンタリー・フィクション・テレビ映画脚本約20本[1]。

## 受賞歴
- メディシス賞外国小説部門（2022年） – 『Grey Bees』（フランス語訳：Les abeilles grises）[12]
- Gregg Barrios Book in Translation Prize（2022年、全米批評家協会） – 『Grey Bees』（英語訳）[13]

## 私生活
クルコフはキーウに、英国人の妻エリザベスと3人の子供とともに暮らしている。ロシア語とウクライナ語のバイリンガルであり、ロシア系ウクライナ人としてのアイデンティティを持つ。2022年のロシアのウクライナ侵攻後、国内避難民としてキーウに留まり、ウクライナの文化と抵抗を国際的に発信し続けている。

## 関連文献
- オリガ・ホメンコ(Ольга Хоменко)「独立後の現代ウクライナ文学：プロセス、ジャンル、人物」『スラヴ文化研究』第16巻、東京外国語大学ロシア東欧課程ロシア語研究室、2019年3月、104-127頁、2024年3月3日閲覧。